# Дейвид Хемингс
Дейвид Едуард Лесли Хемингс (на английски: David Edward Leslie Hemmings) е английски актьор, режисьор и филмов продуцент. 

## Биография
Роден е на 18 ноември 1941 година в Гилдфорд, Съри. Започва кариерата си още като дете с участие в оперни постановки, а в първия си филм участва през 1954 година. Широка известност постига с главната си роля във филма на Микеланджело Антониони „Фотоувеличение“ („Blowup“, 1966).
Умира от инфаркт на миокарда на 3 декември 2003 година в Букурещ, където участва в снимките на филма „Благословен“ („Blessed“).

## Избрана филмография
| Година | Филм                     | Оригинално заглавие                   | Роля               | Режисьор               |
| ------ | ------------------------ | ------------------------------------- | ------------------ | ---------------------- |
| 1960   | Потопете Бисмарк!        | Sink the Bismarck!                    | неупоменат         | Люис Джилбърт          |
| 1966   | Фотоувеличение           | Blowup                                | Томас              | Микеланджело Антониони |
| 2000   | Гладиатор                | Gladiator                             | Касий              | Ридли Скот             |
| 2001   | Шпионски игри            | Spy Game                              | Хари Дънкан        | Тони Скот              |
| 2002   | Еквилибриум              | Equilibrium                           | проктър            | Кърт Уимер             |
| 2002   | Бандите на Ню Йорк       | Gangs of New York                     | Джон Ф. Шермърхорн | Мартин Скорсезе        |
| 2003   | Лигата на необикновените | The League of Extraordinary Gentlemen | Найджъл            | Стивън Норингтън       |